# Liste der Friedhöfe in Danzig
Die Liste der Friedhöfe in Danzig gibt einen Überblick zu bestehenden, ehemaligen und jüdischen Friedhöfen der Stadt Danzig (Gdańsk) in Polen, Woiwodschaft Pommern.

## Stätten des Gedenkens

### Kriegsgräber- und Gedenkstätten
| Friedhof                                                                    | Ort                               | Funktion                                                          | angelegt | Umfang Lage           | Bild                                |
| --------------------------------------------------------------------------- | --------------------------------- | ----------------------------------------------------------------- | -------- | --------------------- | ----------------------------------- |
| Friedhof Zaspa Cmentarz Ofiar Hitleryzmu                                    | Wrzeszcz / Zaspa Langfuhr / Saspe | Opfer des Nationalsozialismus                                     | 1945     | 3,3 ha (Lage)         | Verteidiger der Polnischen Post     |
| Friedhof Zaspa Groby obrońców Poczty Polskiej                               | wie oben                          | Ehrengrab der Verteidiger der Polnischen Post 1939                | 1945     | s. o.                 | Verteidiger der Polnischen Post     |
| Ehrengräber auf der Westerplatte Cmentarzyk Poległych Obrońców Westerplatte | Westerplatte                      | Verteidiger der Westerplatte 1939                                 | 1946     | 0,15 ha (Lage)        | Ehrengräber auf der Westerplatte    |
| Friedhof der französischen Soldaten Cmentarz Żołnierzy Francuskich          | Suchanino Zigankenberg            | Kriegsgräber und Kriegsgefangene 1813, 1870, 1914–1918, 1939–1945 |          | (Lage)                | Friedhof der französischen Soldaten |
| Kriegsgräber der Roten Armee Cmentarz Żołnierzy Radzieckich                 | Aniołki                           | Kriegsgräber 1945                                                 | 1946     | 3000 Gefallene (Lage) | Kriegsgräber der Roten Armee        |

### Friedhof der nichtexistierenden Friedhöfe
| Friedhof                                                                     | Ort                   | Funktion                                                    | angelegt | Lage   | Bild                                      |
| ---------------------------------------------------------------------------- | --------------------- | ----------------------------------------------------------- | -------- | ------ | ----------------------------------------- |
| Friedhof der nichtexistierenden Friedhöfe Cmentarz Nieistniejących Cmentarzy | Stadtmitte Hagelsberg | Gedenkstätte für die beseitigten Friedhöfe der Stadt Danzig | 2002     | (Lage) | Friedhof der nichtexistierenden Friedhöfe |

### Jüdische Friedhöfe
| Friedhof                                                        | Ort                           | Informationen                                                                | belegt              | Lage           | Bild                        |
| --------------------------------------------------------------- | ----------------------------- | ---------------------------------------------------------------------------- | ------------------- | -------------- | --------------------------- |
| Jüdischer Friedhof Danzig Cmentarz Żydowski w Gdańsku           | Chełm Stolzenberg             | Jüdischer Friedhof 1814 zerstört, nach 1945 geplündert                       | 1550–1814 1815–1956 | 2,3 ha (Lage)  | Jüdischer Friedhof Danzig   |
| Israelitischer Friedhof Langfuhr Cmentarz na Królewskim Wzgórzu | Wrzeszcz Langfuhr, Königshöhe | Jüdischer Friedhof 1814 zerstört, 1942 geschändet                            | 1750–1814 1823–1939 | 0,35 ha (Lage) | Jüdischer Friedhof Langfuhr |
| Jüdischer Friedhof am Hagelsberg Cmentarz przy Grodzisku        | Stadtmitte, Hagelsberg        | Jüdischer Friedhof 1840 durch Festung überbaut, Gräber nach Chełm umgebettet | 1710–1730 1807–1814 | Lage unbekannt |                             |

## Geöffnete Friedhöfe

### Städtische Friedhöfe
| Friedhof                                       | Ort                                 | Informationen                                                                             | angelegt       | Umfang Lage    | Bild                            |
| ---------------------------------------------- | ----------------------------------- | ----------------------------------------------------------------------------------------- | -------------- | -------------- | ------------------------------- |
| Zentralfriedhof Cmentarz Centralny Srebrzysko  | Wrzeszcz Górny Langfuhr, Hochstrieß | Zentralfriedhof der Stadt, ein Waldfriedhof im Jäschkentaler Wald am Fuße des Strießbergs | 1924           | 27,9 ha (Lage) | Zentralfriedhof, Haupteingang   |
| Friedhof Łostowice Cmentarz Łostowicki         | Łostowice-Pieklisko Schönfeld-Hölle | Nekropole der Stadt, gegr. als St.Franziskus-Friedhof, Emaus                              | 1979 1906      | 46,6 ha (Lage) | Friedhof Łostowice              |
| Olivaer Friedhof Cmentarz Oliwski              | Oliwa Oliva                         | entstanden aus 2 kath. und 2 evang. Friedhöfen                                            | 1832/1835 1920 | 5 ha (Lage)    | Olivaer Friedhof                |
| St. Ignatius-Friedhof Cmentarz św. Ignacego    | Stare Szkoty Alt Schottland         |                                                                                           | 1866           | 2,7 ha (Lage)  | St. Ignatius-Friedhof           |
| Jadwigi-Friedhof Cmentarz św. Jadwigi          | Nowy Port Neufahrwasser             | ehemaliger Neuer Katholischer Kirchhof, auch Gräber schwedischer Seeleute                 | 1886           | 1,6 ha (Lage)  | Jadwigi-Friedhof                |
| Garnisons-Friedhof Cmentarz Garnizonowy        | Aniołki Aller Gottes Engel          |                                                                                           |                | 1,9 ha         | Garnisons-Friedhof              |
| Friedhof St.Franziskus Cmentarz św. Franciszka | Siedlce Schidlitz                   |                                                                                           |                | 3,1 ha         |                                 |
| Friedhof Sobieszewo Cmentarz Sobieszewski      | Sobieszewo Bohnsack                 | Die mennonitischen Grabsteine, sind Steine evang. Kirchenvorsteher.                       |                | 1,9 ha         | Grabsteine (evang.) in Bohnsack |
| Friedhof Neu Salvator Cmentarz Salwator Nowy   | Chełmo Stolzenberg                  |                                                                                           |                | 0,9 ha         | Friedhof in Stolzenberg         |

### Geöffnete kirchliche Friedhöfe
| Friedhof                                                  | Ort                       | Informationen                                                | angelegt | Umfang Lage | Bild                     |
| --------------------------------------------------------- | ------------------------- | ------------------------------------------------------------ | -------- | ----------- | ------------------------ |
| Bruder Albert-Friedhof Cmentarz św. Brata Alberta         | Kokoszki Kokoschken       | benannt nach Albert Chmielowski                              |          | 1,5 ha      |                          |
| Friedhof St. Johannes Cmentarz św. Jana Chrzciciela       | Kokoszki Kokoschken       | Nekropole der Stadt, gegr. als St.Franziskus-Friedhof, Emaus |          | 0,2 ha      |                          |
| Friedhof Mariä-Namen Cmentarz Najświętszego Imienia Maryi | Krakowiec Krakau          |                                                              |          | 1,5 ha      | Friedhof in Krakau       |
| Friedhof St. Valentin Cmentarz św. Walentego              | Matarnia Mattern          |                                                              |          | 0,9 ha      | Friedhof in Mattern      |
| Friedhof in St. Albrecht Cmentarz św. Wojciecha           | Św. Wojciech St. Albrecht | (Wallfahrtsort)                                              |          | 4,5 ha      | Friedhof in St. Albrecht |

## Ehemalige Friedhöfe

### Friedhof für Konfessionslose
| Friedhof                                                          | Ort                                    | Informationen                                                    | belegt    | Lage   | Bild                        |
| ----------------------------------------------------------------- | -------------------------------------- | ---------------------------------------------------------------- | --------- | ------ | --------------------------- |
| Urnenfriedhof für Konfessionslose Cmentarz na Szubienicznej Górze | Wrzeszcz Górny Langfuhr, am Galgenberg | Gedenkstein 2008, teilweise an die orthodoxe Gemeinde übertragen | 1914-1966 | (Lage) | Urnenfriedhof am Galgenberg |

### Evangelische Friedhöfe
| Friedhof                                                                  | Ort                     | Informationen                                    | belegt    | Lage   | Bild                        |
| ------------------------------------------------------------------------- | ----------------------- | ------------------------------------------------ | --------- | ------ | --------------------------- |
| Fronleichnamsfriedhof Cmentarza ew. Bożego Ciała                          | Stadtmitte, Hagelsberg  | Fronleichnams-Kirche Gedenkstein 2007            | 1815–1956 |        | Fronleichnamsfriedhof       |
| Katharinenfriedhof Cmentarza Św. Katarzyny                                | Aniołki Große Allee     | Katharinenkirche Gedenkstein 2006                | 1870–1955 |        | Katharinenfriedhof          |
| St. Marien- & Lazarettfriedhof Cmentarza ewang. lazaretu                  | Aniołki Große Allee     | St. Marien/Lazarett-Kirche Gedenkstein 2007      | 1819–1946 |        | St. Marien/Lazarettfriedhof |
| Dreifaltigkeitsfriedhof Cmentarz Św. Trójcy                               | Aniołki Große Allee     | Dreifaltigkeitskirche Gedenkstein 2006           | 1867–1956 |        | Dreifaltigkeitsfriedhof     |
| Friedhof St. Marien Cmentarz Marii Panny                                  | Aniołki Große Allee     | St. Marien-Kirche Gedenkstein 2009               | 1901–1956 |        | Friedhof St. Marien         |
| Vereinigter Friedhof der Bartolomäus-, Johannis-, Peter u. Paul-Gemeinden | Aniołki Große Allee     | Gedenkstein 2007                                 | 1860–1946 |        | St. Marienfriedhof          |
| Friedhof Heubude Cmentarz ew. na Stogach                                  | Stogi Heubude           | Jesus Christus-Kirche Gedenkstein 2009           | 1880–1946 |        | Friedhof Heubude            |
| Friedhof Neufahrwasser Cmentarz ew. w Nowym Porcie                        | Nowy Port Neufahrwasser | evang. Kirche Gedenkstein 2008                   | 1689–1947 |        | Friedhof Neufahrwasser      |
| Friedhof Ohra Cmentarza ewang. w Orunia                                   | Orunia Ohra             | St. Georgs-Kirche Gedenkstein 2009               | 1550–1956 |        | ev. Friedhof Ohra           |
| Friedhof Schidlitz Cmentarza ew. w Siedlce                                | Siedlce Schidlitz       | Erlöser-Kirche Gedenkstein 2008 (kath. st. 1781) | 1920–1956 |        | Friedhof Schidlitz          |
| Friedhof St.Barbara Cmentarza Św. Barbary                                 | Siedlce Schidlitz       | St.Barbara-Kirche Gedenkstein                    | 1850–1964 |        | Friedhof St.Barbara         |
| Friedhof Wonneberg Cmentarza ew. w Ujeścisku                              | Ujeścisko Wonneberg     | Wonneberg Gedenkstein 2008                       | 1648–1961 | (Lage) | Friedhof Wonneberg          |

### Katholische Friedhöfe
| Friedhof                                                       | Ort                 | Informationen                                       | belegt    | Lage          | Bild                                      |
| -------------------------------------------------------------- | ------------------- | --------------------------------------------------- | --------- | ------------- | ----------------------------------------- |
| Neuer katholischer Friedhof Nowego cmentarza katolickiego      | Stadtmitte, tbc     | Gedenkstein 2008                                    | 1822–1946 |               | Neuer katholischer Friedhof               |
| Kgl. Kapelle & Nikolaikirche C. Mikołaja i Królewskiej Kaplicy | Aniołki Große Allee | Königliche Kapelle / Nikolaikirche Gedenkstein 2006 | 1893–1956 |               | Friedhof von Kgl. Kapelle & Nikolaikirche |
| St. Joseph- & Brigittenfriedhof Cmentarza Józefa i Brygidy     | Aniołki Große Allee | St. Brigitten / Josephskirche Gedenkstein 2006      | 1815–1956 |               | St. Marien/Lazarettfriedhof               |
| Friedhof der URANIA Cmentarz Św. Trójcy                        | Aniołki Große Allee | Dreifaltigkeitskirche Gedenkstein 2007              | 1770–1946 |               | Friedhof der URANIA                       |
| Friedhof Brentau Cmentarz Brętowski                            | Brętowo Brentau     | -                                                   | 1904–1946 | 2,5 ha (Lage) | Friedhof Brentau                          |
| Friedhof Brösen Cmentarz Katolicki                             | Brzeźno Brösen      | -                                                   |           |               | Friedhof Brösen                           |
| Friedhof Stolzenberg Cmentarz Katolicki                        | Chełm Stolzenberg   | -                                                   | –1946     |               |                                           |

## Gräber in den Danziger Kirchen
| Kirche                                      | Ort                    | Informationen            | seit    | Umfang Lage | Bild               |
| ------------------------------------------- | ---------------------- | ------------------------ | ------- | ----------- | ------------------ |
| Kirche St. Marien Najświętszej Marii Panny  | Stadtmitte, Rechtstadt | Grabplatten und Epitaphe | 1500    | (Lage)      | St. Marienkirche   |
| Kirche St. Johannis św. Jana                | Stadtmitte             | Grabplatten              | 1415    | (Lage)      | St. Johannis       |
| St. Peter und Paul św. Piotra i Pawła       | Stadtmitte Zabi Kruk   | Grabplatten              | 1400    | (Lage)      | St. Peter und Paul |
| St. Trinitatis (Franziskanerkl.) św. Trójcy | Stadtmitte             | Grabplatten              | 1420    | (Lage)      | St. Trinitatis     |
| Dom zu Oliva Katedralna                     | Oliwa Oliva            | Grabplatten und Epitaphe | 14. Jh. | (Lage)      | Dom zu Oliva       |